# Cheung Kong Center
Cheung Kong Center (Chino tradicional: 長江集團中心) es un rascacielos de 62 plantas y 283 metros (928 pies) situado entre el edificio de la sede central del banco HSBC y la Torre del Banco de China, en la ciudad de Hong Kong, China. Fue terminado en 1999, y es obra del arquitecto argentino César Pelli.
El edificio se sitúa donde antiguamente se encontraban el Hotel Hong Kong Hilton, demolido en 1995, y Beaconsfield House, vendido por el gobierno de la ciudad en 1996. Tiene un área total de 117.100 m². Sirve de sede de la compañía Cheung Kong Holdings, cuyo presidente, Li Ka-shing, tiene fijada su residencia en la última planta del mismo.

## Diseño del edificio
El edificio fue proyectado por el reconocido arquitecto argentino César Pelli y por Leo A. Daly, y está considerado tanto por su plasticidad como por su integración en el entorno. Consultaron con un maestro del Feng Shui con el fin de que el reparto del edificio absorbiera las energías negativas que procedían del "cuchillo" del Banco de China.
Sus paredes exteriores están formadas por paneles de cirstal uniformes de 2,4 x 2,1 metros, ofreciendo a sus ocupantes una vista panorámica de 360° de toda la ciudad. Estos paneles están impregnados con fibra óptica lo cual permite ser iluminado de forma diferente dependiendo de la estación del año.
Presumen de tener los ascensores más rápidos de la región, fabricados por Mitsubishi, que se desplazan a una velocidad de 9 metros por segundo. Cada uno de ellos dispone de un televisor gigante de plasma en lo alto de cada cabina en el cual se muestra continuamente el canal Bloomberg TV.

## Inquilinos
Entre los inquilinos del edificio destacan las empresas Goldman Sachs, McKinsey & Co., Bloomberg, ABN AMRO, Deutsche Bank, Lovells, Simmons & Simmons, CIBC World Markets, y PricewaterhouseCoopers. 

### Galería de imágenes

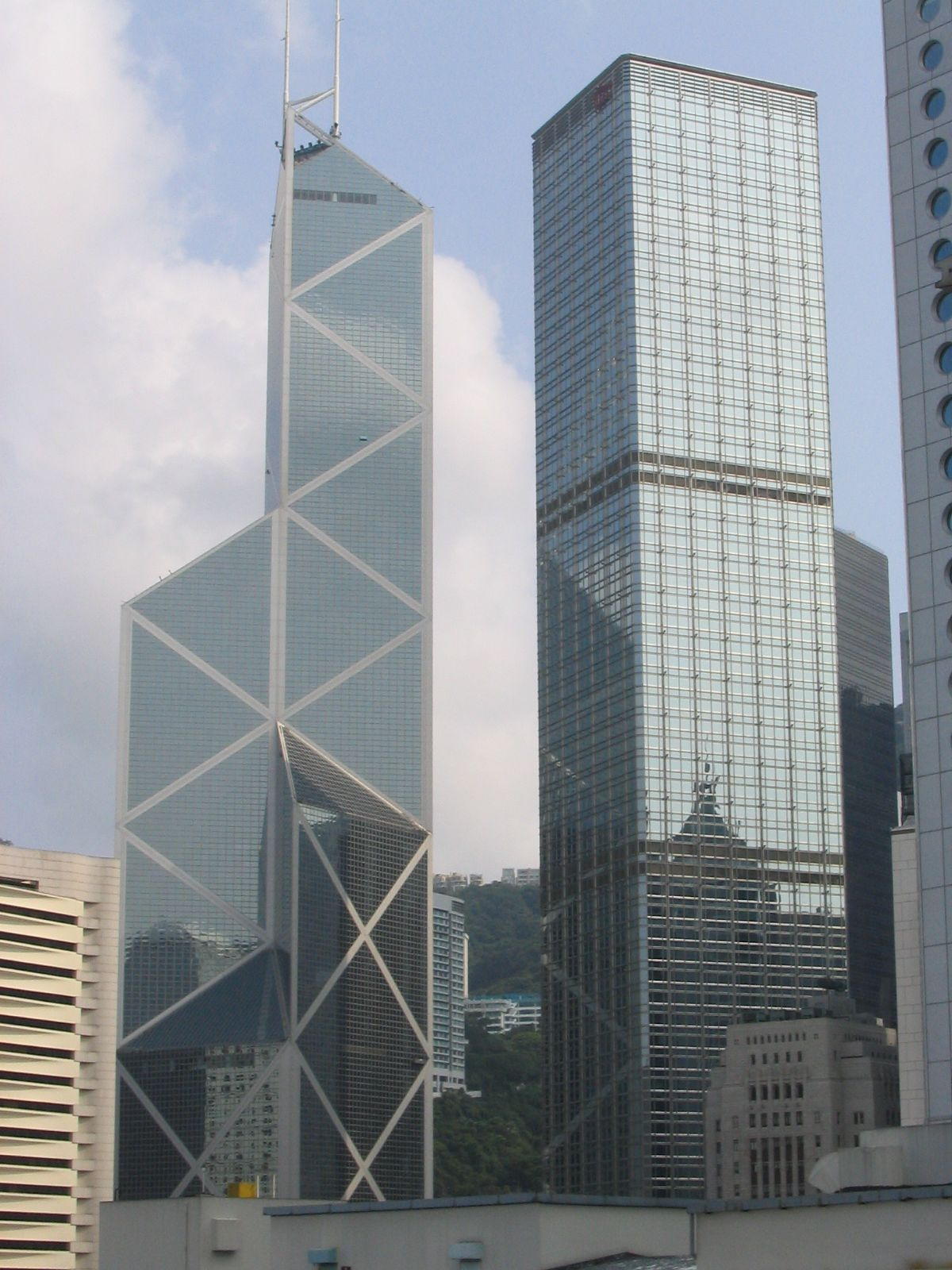
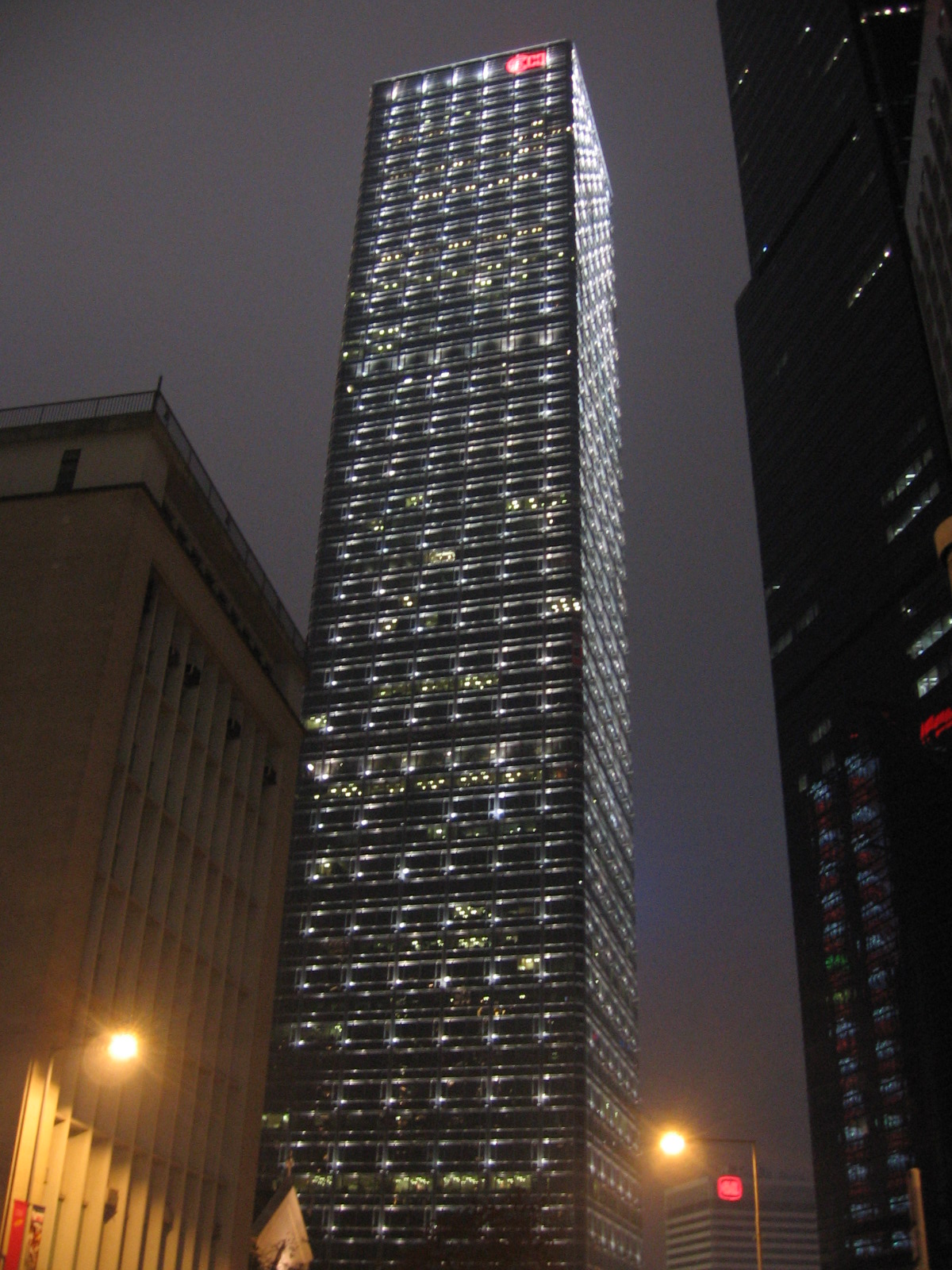
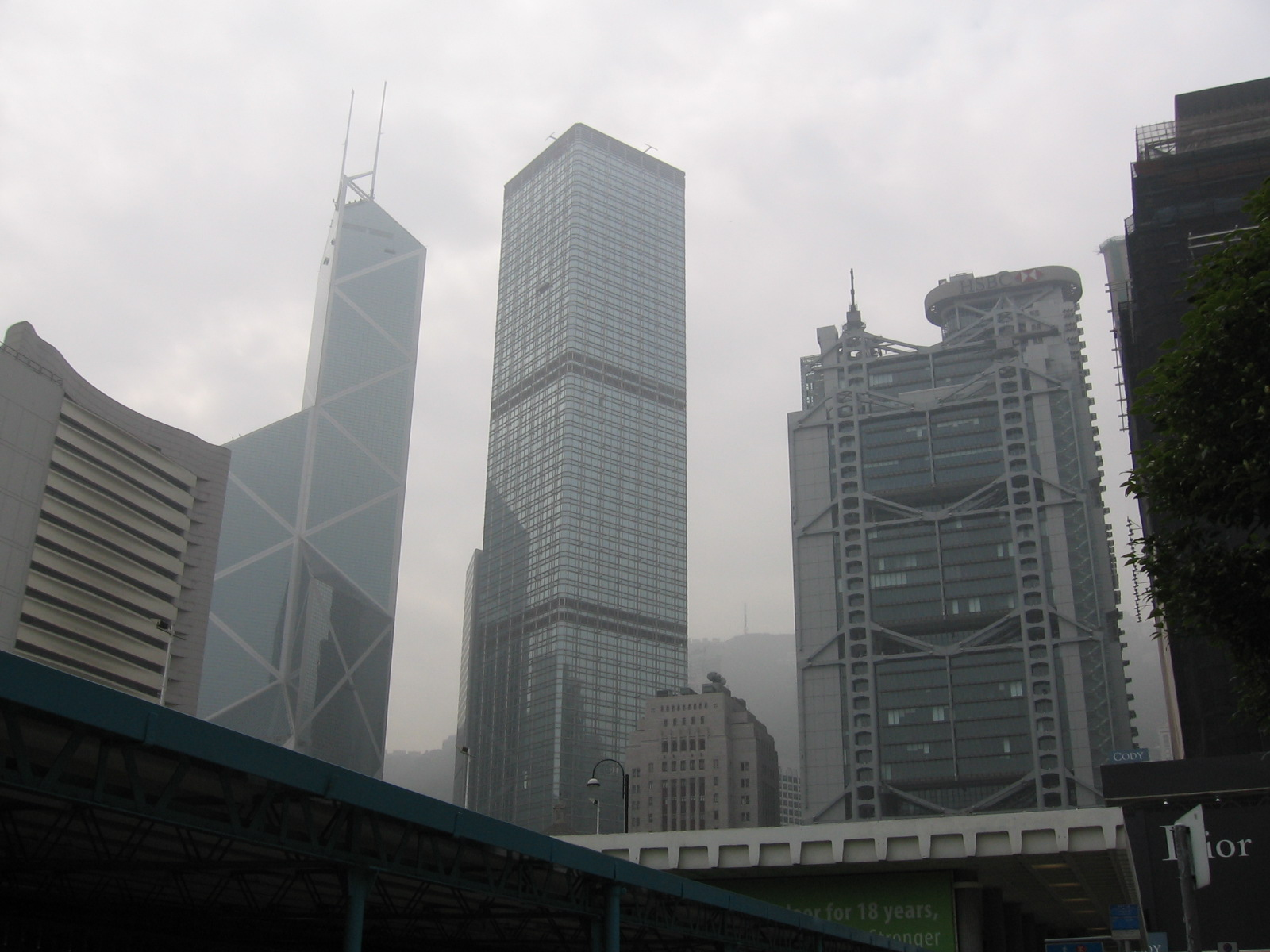
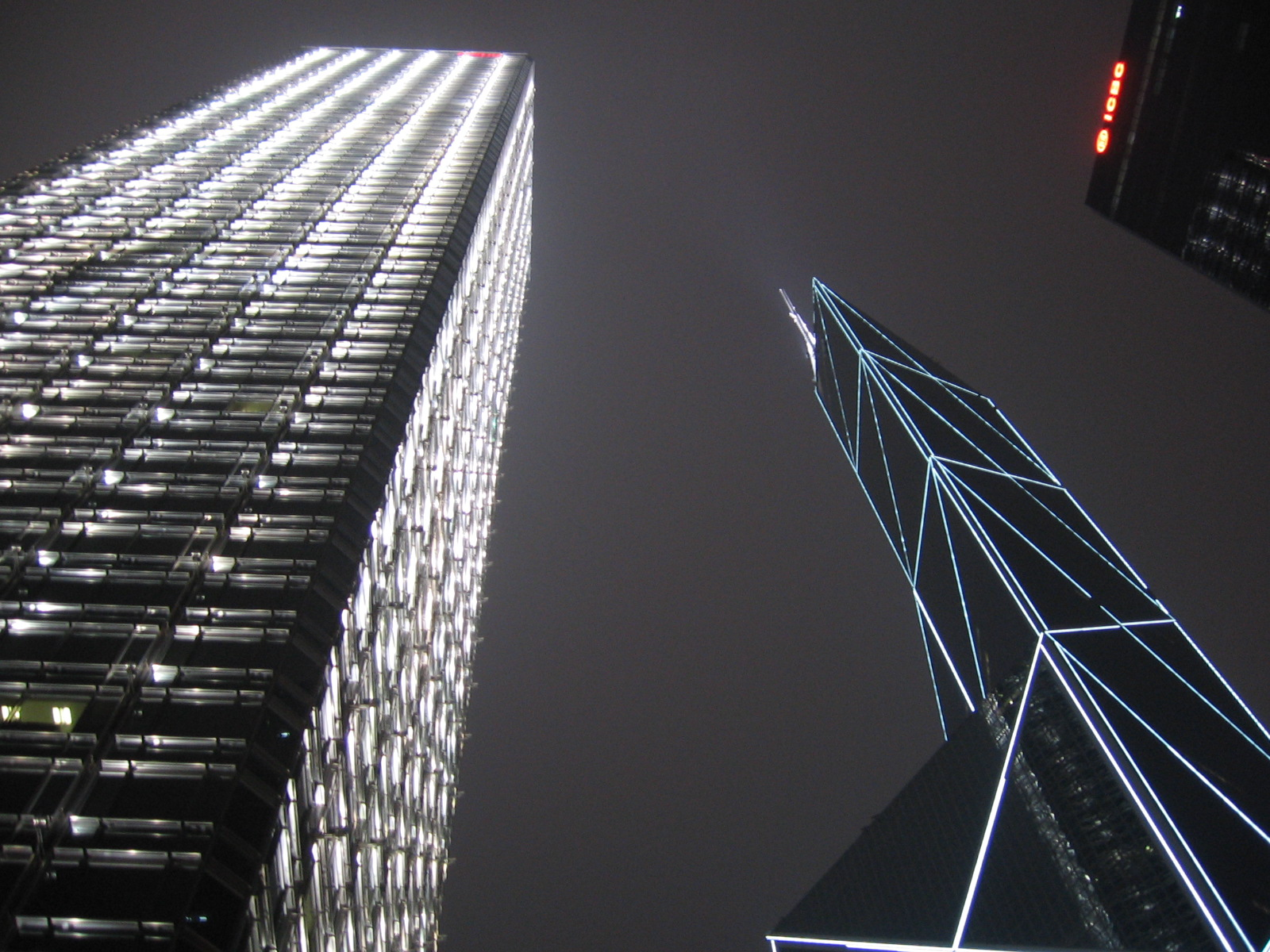
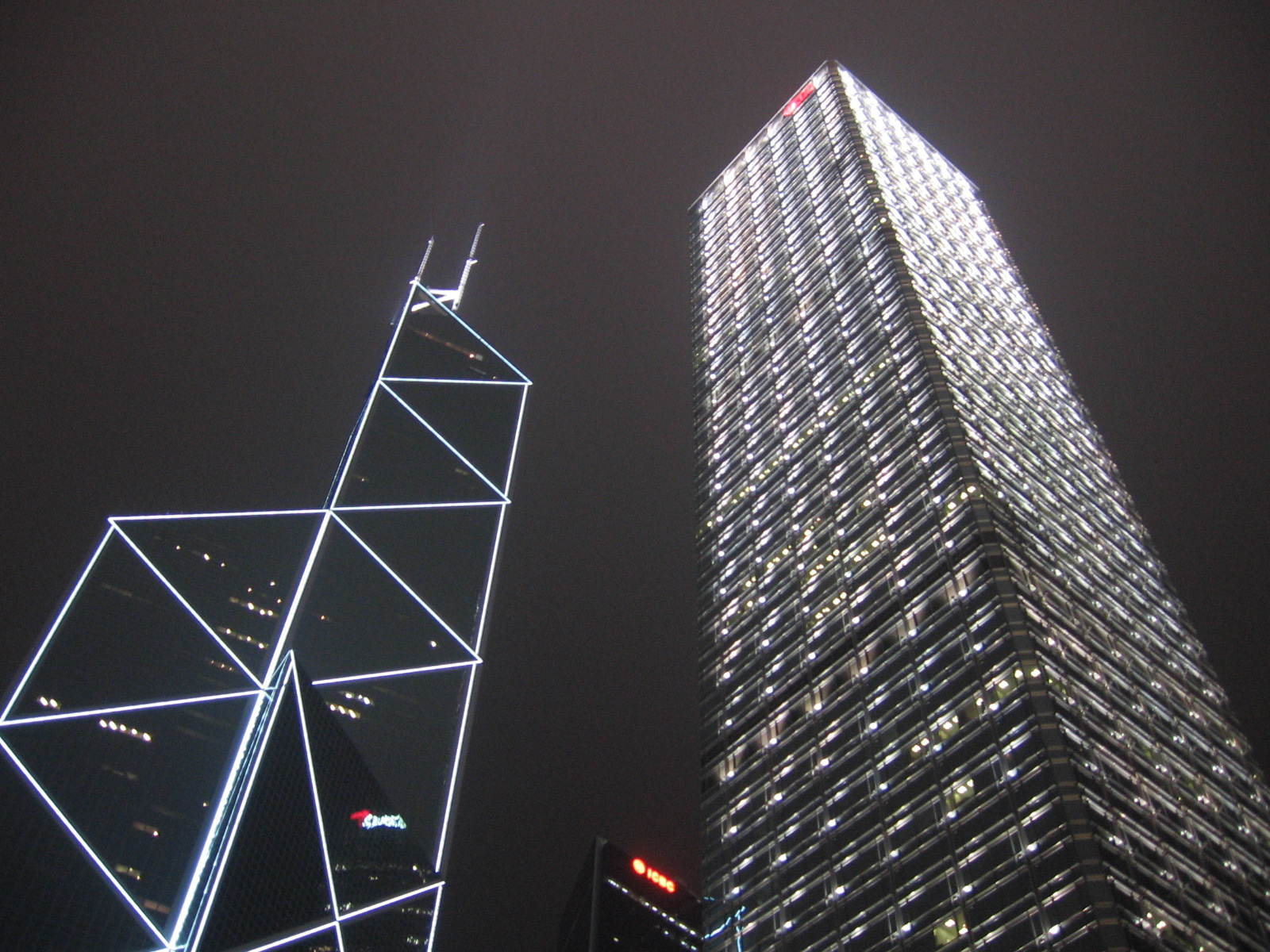
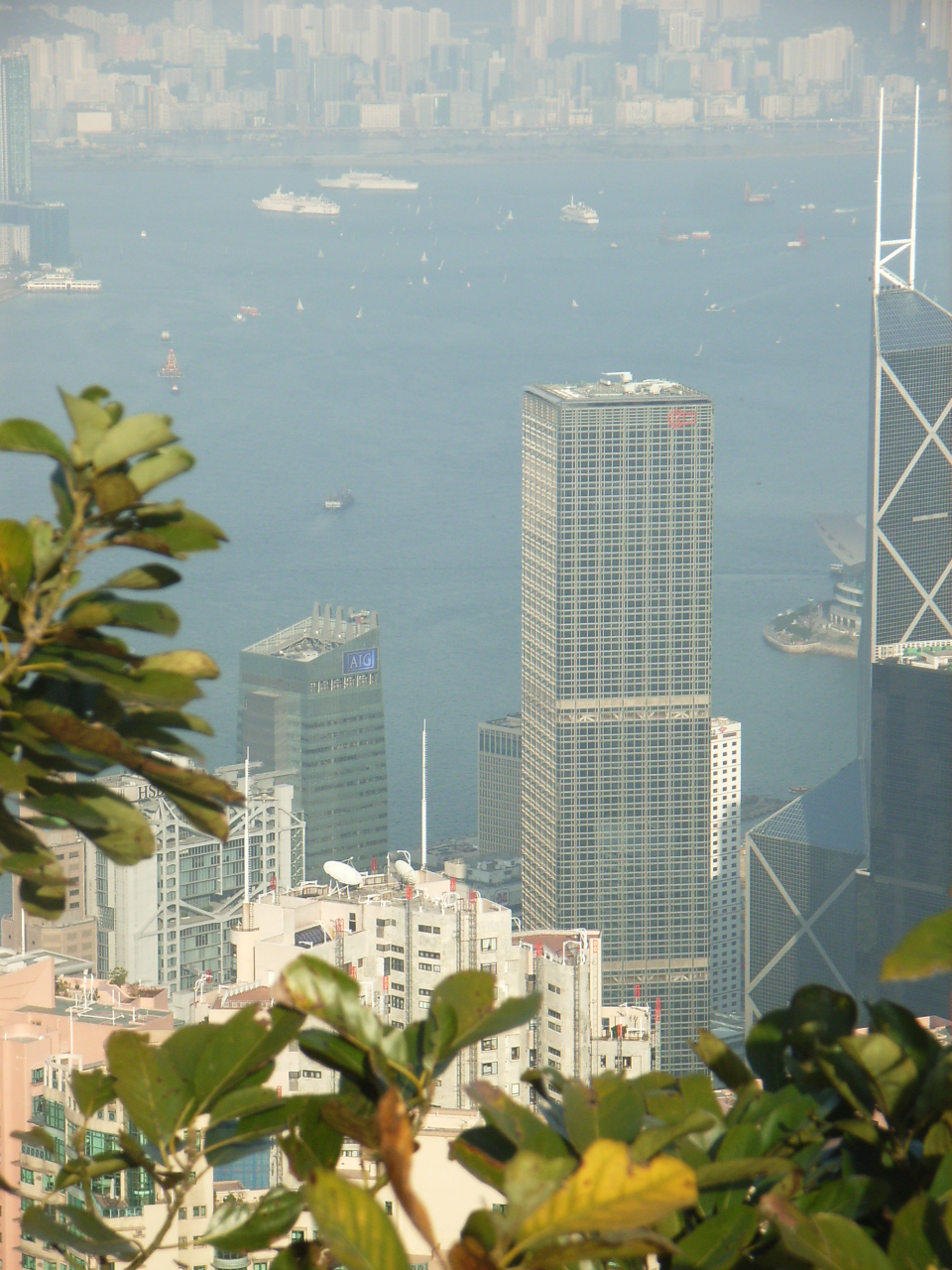
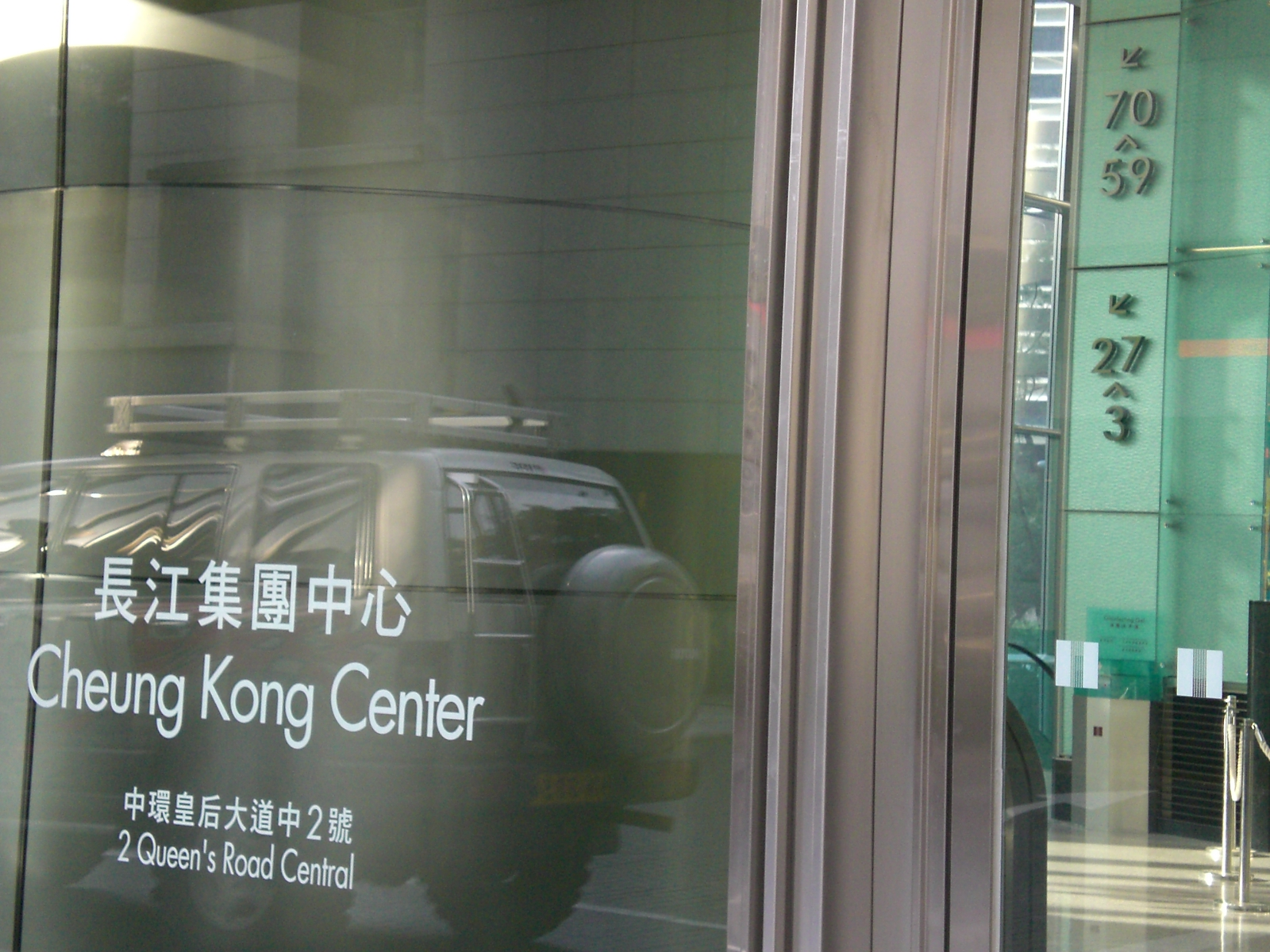
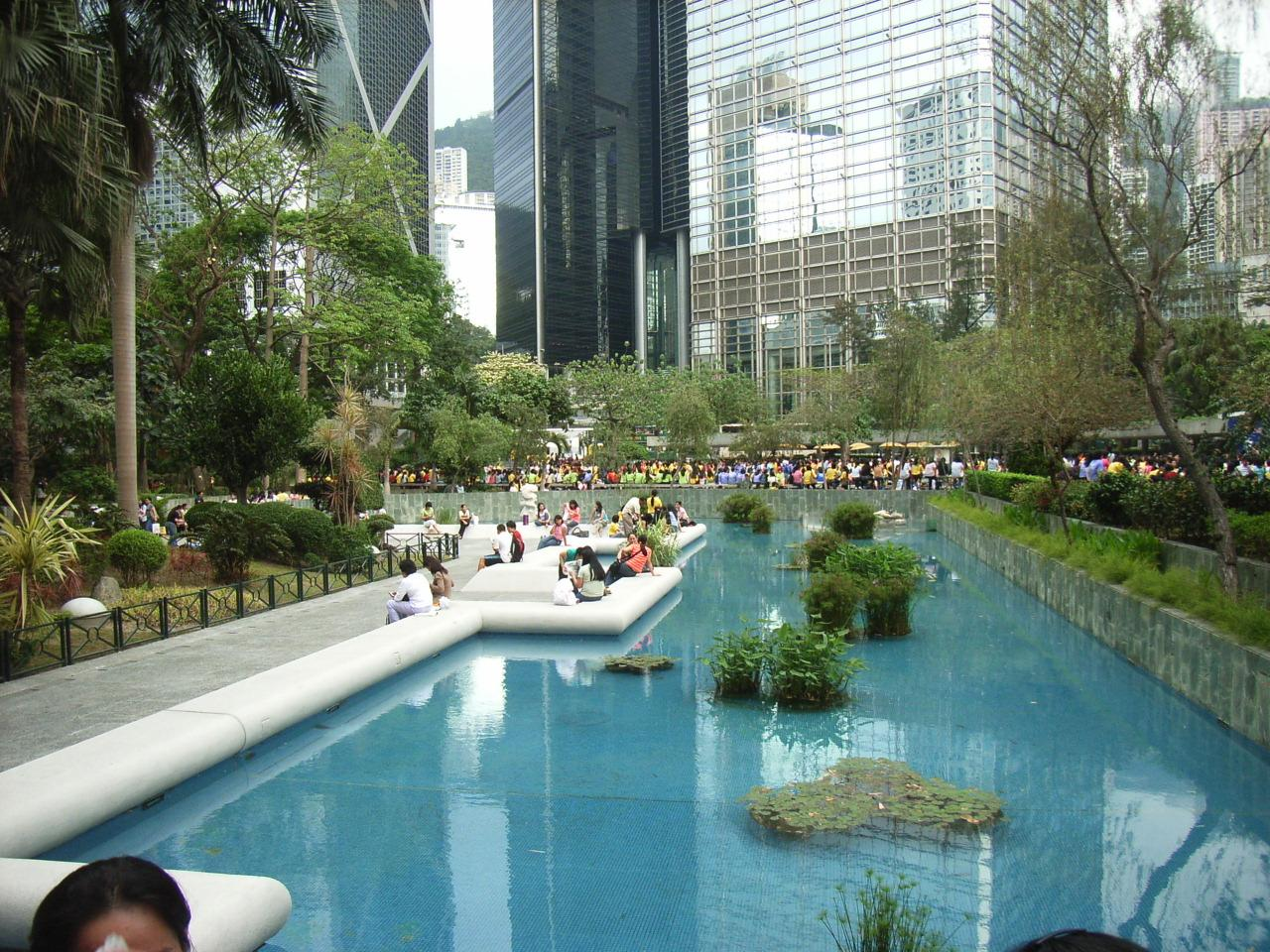